# María Delgado Romero
María Delgado Romero (Condesuyos, Arequipa, 28 de diciembre de 1900-Lima, 19 de marzo de 1990) fue una sufragista y política peruana. Fue primera dama del Perú (1948-1956) durante el gobierno presidencial de Manuel Odría. 

## Biografía
Nacida en la provincia de Condesuyos, Arequipa, el 28 de diciembre de 1900.
Se casó con Manuel Odría Amoretti y tuvo 2 hijos: César Augusto y Manuel Julio Odría Delgado.

## Vida política
Durante el gobierno de Odría se desempeñó como Presidenta de la Central de Asistencia Social, institución creada en julio de 1951 para llevar la ayuda del gobierno a los sectores más pobres del país. La Central contaba con un Departamento de la Madre y del Recién Nacido y uno de Asistencia Social. María Delgado dirigió y organizó desde la central, campañas de vacunaciones, campañas de nutrición, celebración de Navidad e incluso de entrega de viviendas.
Fue la gestora para la creación del distrito de Villa María del Triunfo. 
En diciembre de 1962, postuló sin éxito a la Alcaldía de Lima por la Unión Nacional Odriísta, teniendo como competidor a Luis Bedoya Reyes.

## Fallecimiento
Falleció el 19 de marzo de 1990, a los 89 años.
| Predecesora: María Jesús Rivera | Primera dama de la Nación Octubre de 1948 a julio de 1956 | Sucesora: Clorinda Málaga de Prado |

- Datos: Q6003604